# Tatiana Birxtein
Tatiana Maksímovna Birxtein, en ruso: Татьяна Максимовна Бирштейн, (Leningrado, 20 de diciembre de 1928-23 de febrero de 2022) fue una física soviética, doctora en Ciencias Físicas y Matemáticas, conocida por sus contribuciones a la física estadística de polímeros.

## Vida
Nació en una familia de médicos. Su padre era el encargado del departamento de terapia del hospital Volodarski y su madre, trabajaba en el dispensario de tuberculosos.
Se graduó en el Departamento de Física de la Universidad Estatal de Leningrado (1951) e hizo un posgrado en la Universidad Herzen de la misma ciudad (1954-1958).
Fue profesora del Departamento de Biofísica Molecular de la Facultad de Física de la Universidad Estatal de San Petersburgo, e investigadora asociada del Instituto de Compuestos Macromoleculars de la Academia Rusa de las Ciencias (1986).

## Premios y reconocimientos
- Medalla por la Defensa de Leningrado (1944)
- Científica de honor de la Federación Rusa (1991)
- Profesor Soros (1994-1995, 1996, 1997, 1998)
- Premio L'Oréal-UNESCO a Mujeres en Ciencia 'Por su contribución a la comprensión de las formas, medidas y movimientos de las moléculas grandes', (22 de febrero de 2007).[5]
- Premio V.A. Karguin, otorgado por la Academia de Ciencias de Rusia (2008)